# Tasseau
Pour l’article ayant un titre homophone, voir Tasso.

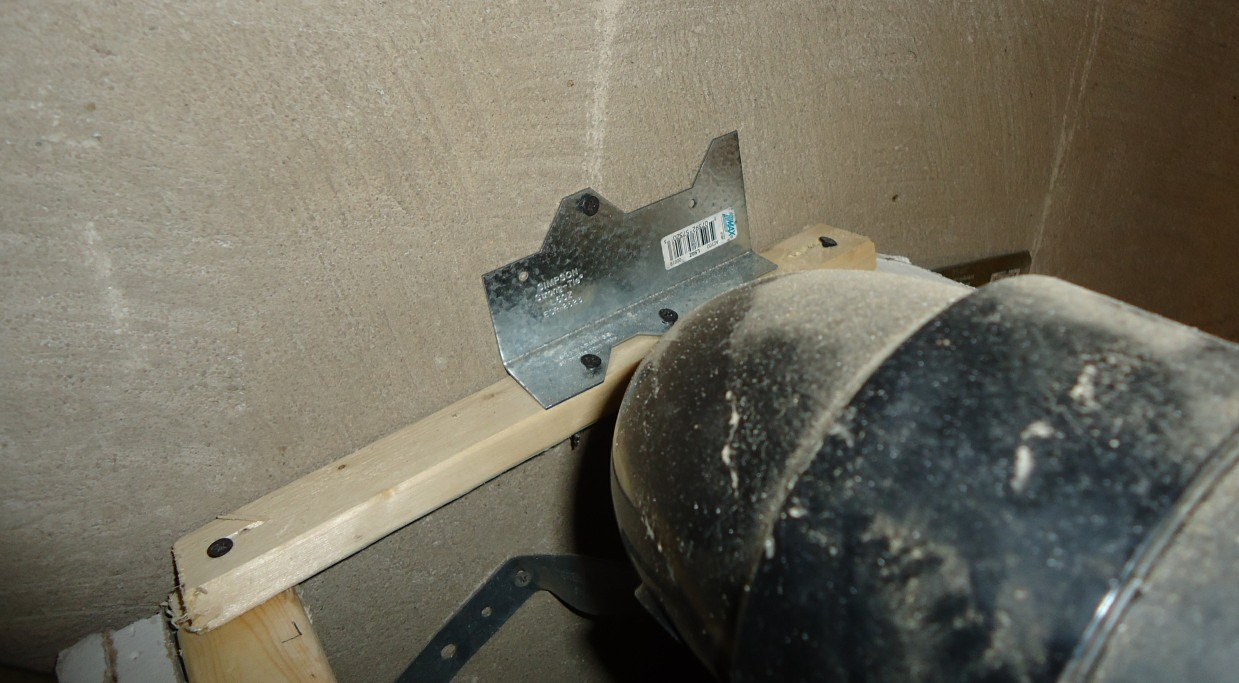
Tasseau de bois fixé sur une solive

Un tasseau est une pièce en bois, le plus souvent longue, fine et rabotée. Sa section est carrée ou rectangulaire. On peut s'en servir : 
- comme support, pour poser une planche (dans un meuble par exemple) ;
- pour maintenir deux planches ensemble (en clouant ou vissant chacune des planches sur le tasseau) ;
- pour fixer des cloisons.

Pour les tailleurs de pierre, le tasseau est l'établi en métal monté sur quatre roulettes et constitué d'un plateau amovible dont la hauteur est réglable.